# Колноотченко, Георгий Васильевич
Георгий Васильевич Колноотченко (род. 7 мая 1959 года, Манычское) — советский легкоатлет, выступавший в метании диска. Серебряный призёр чемпионата Европы 1986 года. Двукратный чемпион СССР (1983, 1985). Действующий рекордсмен Беларуси в метании диска — 69,44 м (1982). Мастер спорта СССР международного класса (1981).

## Биография
Георгий Васильевич Колноотченко родился 7 мая 1959 года в селе Манычское Ставропольского края.
Начал заниматься лёгкой атлетикой в 1975 году в ДЮСШ Ставрополя. В юниорской сборной СССР дебютировал в 1978 году, в основной сборной — в 1981 году. Тренировался под руководством И. Г. Воробьева (1975—1979), В. А. Пензикова (1980—1983), М. Н. Овсяника (1984—1988).
Выступал за ставропольский клуб «Динамо», затем переехал в Беларусь.

## Основные результаты

### Международные
| Год  | Соревнования     | Место проведения       | Место | Результат |
| ---- | ---------------- | ---------------------- | ----- | --------- |
| 1982 | Чемпионат Европы | Афины, Греция          | 5     | 62,82 м   |
| 1983 | Чемпионат мира   | Хельсинки, Финляндия   | 6     | 64,74 м   |
| 1983 | Кубок Европы     | Лондон, Великобритания | 3     | 64,04 м   |
| 1984 | Дружба-84        | Москва, СССР           | 9     | 63,50 м   |
| 1985 | Кубок мира IAAF  | Канберра, Австралия    | 1     | 69,08 м   |
| 1985 | Кубок Европы     | Москва, СССР           | 2     | 65,60 м   |
| 1986 | Чемпионат Европы | Штутгарт, ФРГ          | 2     | 67,02 м   |

### Национальные
| Год  | Соревнования   | Место проведения | Место | Результат |
| ---- | -------------- | ---------------- | ----- | --------- |
| 1981 | Чемпионат СССР | Ленинград        | 2     | 62,04 м   |
| 1982 | Чемпионат СССР | Киев             | 6     | 61,94 м   |
| 1983 | Чемпионат СССР | Москва           | 1     | 65,42 м   |
| 1984 | Чемпионат СССР | Донецк           | 3     | 64,16 м   |
| 1985 | Чемпионат СССР | Ленинград        | 1     | 65,46 м   |
| 1987 | Чемпионат СССР | Брянск           | 3     | 64,00 м   |